# Мусейон (Москва)
«Мусейон» (Центр эстетического воспитания) — отдел эстетического воспитания детей и юношества при Музее изобразительных искусств имени Пушкина. Образован в 2006 году. Расположен в доме 6 по Колымажному переулку в старинной усадьбе — памятнике архитектуры конца XVIII — начала XX века.

## История

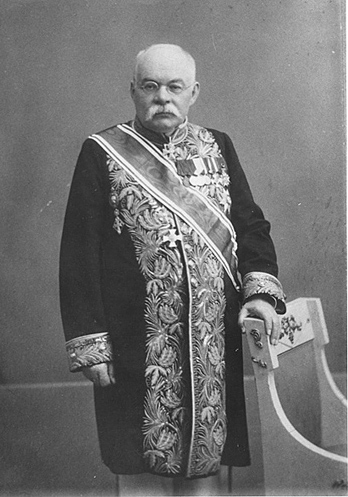
Иван Владимирович Цветаев. 1913 год

В 1912 году при Императорском Московском университете был открыт Музей изящных искусств (ныне ГМИИ им. А. С. Пушкина, в который входит «Мусейон»). Основателем и первым директором музея стал профессор кафедры теории и истории искусства Иван Цветаев, который изначально рассматривал музей в качестве образовательного и воспитательного учреждения. Цветаев ставил своей целью «внести художественный элемент» в школьное образование и семейное воспитание юношества, дать необходимые средства к изучению искусств, «облагораживанию вкусов и развитию эстетических понятий».
Профессора Московского университета Николай Романов и Анатолий Бакушинский в 1920-х годах заложили основы музейной педагогики как научной дисциплины. В музее были организованы кружки для детей, на которых поощрялись подвижные занятия, чтобы ребёнок в процессе мог выражать собственные художественные впечатления от увиденных произведений искусства. Активно развивались экскурсионная и лекционная деятельность, издание научно-популярной литературы, разрабатывались интерактивные методы работы с детьми, актуальные и в настоящее время.
В 1930-х началось сотрудничество Пушкинского музея с Центральным домом художественного воспитания детей Наркомпроса РСФСР (ныне Институт художественного образования РАО). В музее прошли Международная выставка детского рисунка (1934) и «Первый детский фестиваль искусства в музее» (1935—1936). В 1949 году был организован школьный лекторий. В 1960-е сформировалась современная система работы с детьми всех возрастных категорий. В музее открылась изостудия для самых маленьких, а для старшеклассников — «Клуб юных искусствоведов».
Концепция Центра эстетического воспитания детей и юношества начала разрабатываться в 1990-е годы и представляет собой систему непрерывного эстетического развития подрастающего поколения всех возрастов в стенах художественного музея в свободное от школы или детского сада время. «Мусейон» открылся 17 января 2006 года в близлежащем от ГМИИ имени Пушкина здании. Название «Мусейон» переводится с греческого как «храм муз» и отсылает к Александрийскому мусейону — основанному в начале III века до нашей эры культурному, учебному и исследовательскому центру эллинизма. Символом центра является сова — олицетворение углубленного познания и мудрости.
В 2012 году в рамках празднования столетнего юбилея Пушкинского музея было заявлено о планах реконструкции и объединения принадлежащих ему зданий в единый комплекс — «Музейный городок». Идея возникла ещё в 1960-х годах и принадлежала директору ГМИИ Ирине Антоновой. Но лишь в 2008 году вышло постановление Правительства о создании музейного квартала, а 29 августа 2014 года в ГМИИ прошла торжественная церемония, посвященная началу реализации проекта.

## Архитектура
Здание Центра эстетического воспитания расположено на территории Музея изобразительных искусств вблизи Кремля, где с древних времен селилась московская знать. Границы участка, на котором размещается «Мусейон», сформировались к XVII веку и имеют усадебный характер застройки того времени: парадный двор перед главным домом и обширный сад в задней части, вдоль которого идут деревянные и каменные хозяйственные постройки.
В 1913 году к усадьбе был пристроен каменный корпус в стиле неоклассицизма и ограда в стиле модерн. У парадного входа установили фонтан, в саду — беседку. К 1980-м годам постройки обветшали, и в ходе реставрации в конце 1990-х главный деревянный корпус пришлось заменить каменным. К настоящему времени участок сохранил свои начальные границы и структуру и остается выразительным примером московского ампира конца XVIII — начала XX века.

## Деятельность
Центр эстетического воспитания «Мусейон» проводит занятия для детей и юношества на основе коллекций Музея изобразительного искусства имени Пушкина с учетом возрастной психологии учащихся и культурных запросов современного общества. Центр заявляет приоритетным направлением сочетание традиционных художественно-образовательных программ с новыми возможностями современных аудио-визуальных средств и компьютерных технологий.
На сегодняшний день в кружках ГМИИ занимается около 1500 детей. В «Мусейоне» действует Клуб любителей искусств, Клуб юных искусствоведов, изостудия, библиотека, мастерские эстампа, скульптуры и керамики, художественной фотографии и компьютерной графики. Есть семейные группы и арт-терапевтические занятия.
В центре работает лекторий, где проходят занятия не только для детей, но и для старшего поколения: бывший директор и президент Пушкинского музея Ирина Антонова вела здесь авторский цикл лекций для пенсионеров.
Регулярно проводятся музыкальные занятия с детьми в специально оборудованном музыкальном салоне, концертном зале и мемориальной квартире Святослава Рихтера (Большая Бронная улица, 2/6), переданной в состав ГМИИ имени Пушкина в 1999 году. Кроме того, «Мусейон» ежегодно проводит фестиваль искусств «Январские музыкальные вечера», являющийся продолжением международного фестиваля «Декабрьские вечера имени Святослава Рихтера».
В столице и других городах России «Мусейон» активно участвует в выставках, акциях и круглых столах, посвященных детскому творчеству и эстетическому воспитанию.
С 2017 года «Мусейон» задействован в совместном проекте ГМИИ, Сбербанка и VISA «Увидеть невидимое» — передвижной выставке рельефных копий шедевров живописи из собрания ГМИИ имени Пушкина, адаптированных для слабовидящих и незрячих.